# فاو جیفانگ
فاو جیفانگ (انگلیسی: FAW Jiefang) شرکت خودروسازی چینی است، که در سال ۲۰۰۳ تأسیس شد.